# Eulalije, protupapa
Protupapa Eulalije, katolički protupapa od 418. do 419. godine. 